# كومجيت- بشيري
كومججيت (بالكردية: Bazîvan) هي قرية تقع في قضاء بشيري بمحافظة بطمان في تركيا. يسكن القرية أكراد من قبيلة إليكان، وبلغ عدد سكانها 48 نسمة حسب إحصاءات عام 2021.
قرية ميدانجيك (المعروفة أيضًا باسم Dusa) تعتبر ملحقة بقرية كومججيت.
يسكن كل من كومججيت وميدانجيك الإيزيديون.